# Ordre de Jamaïque

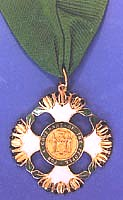
Ordre de Jamaïque

L'ordre de Jamaïque (Order of Jamaica en anglais) est un ordre honorifique civil de Jamaïque. Il est le quatrième ordre le plus élevé dans le système honorifique jamaïcain, et correspond au titre de chevalier dans le système des titres et honneurs britanniques. Il a été introduit en 1969.

## Sources
- (en) Cet article est partiellement ou en totalité issu de l’article de Wikipédia en anglais intitulé « Order of Jamaica » (voir la liste des auteurs).